# Parione
Parione è il sesto rione di Roma, indicato con R. VI.
Il suo stemma è un grifo, creatura mitologica greca con la testa d'aquila ed il corpo di leone. Fu scelto come simbolo di fierezza e nobiltà.
Il nome deriva dal termine latino paries (parete), dovuto alla presenza nel rione degli antichi resti di mura di enormi dimensioni, appartenenti allo stadio di Domiziano, da cui per corruzioni successive divenne Parietone, Parrione e quindi, Parione.

## Geografia fisica

### Territorio
Il rione confina con:
- Sant'Eustachio: piazza delle Cinque Lune, corso Rinascimento, piazza Madama, piazza sant'Andrea della Valle, largo dei Chiavari, largo del Pallaro, piazza dei Satiri, via dei Chiavari
- Regola: via dei Giubbonari, campo de' Fiori, via dei Cappellari, via del Pellegrino, via dei Banchi Vecchi
- Ponte: vicolo Cellini, via dei Filippini, piazza dell'Orologio, via del Governo Vecchio, via del Corallo, Piazza del Fico, vicolo delle Vacche, via di Tor Millina, via di Santa Maria dell'Anima, Largo Febo, via di Tor Sanguigna, piazza delle Cinque Lune

## Storia
Nel periodo dell'antica Roma tale rione apparteneva alla IX regione augustea detta Circo Flaminio. Nella zona c'era lo stadio di Domiziano, l'Odeon, il teatro e la curia di Pompeo.
Sempre Domiziano fece costruire l'Odeon (in latino Odeum), per ospitare gare poetiche e musicali.
Intorno al 1200 fu chiamato Parione e S. Lorenzo in Damaso e la popolazione continuò a crescere fino al 1400, quando ottenne grande importanza grazie alla pavimentazione della vicina piazza di Campo de' Fiori, che ben presto divenne un centro economico e di passaggio per molti signori.
Sotto papa Sisto IV (1471-1484) il rione perse il suo volto caotico tipicamente medievale per un taglio più rinascimentale dovuto ad una ristrutturazione dei palazzi, all'allargamento delle strade, ecc. Nello stesso periodo viene costruito ponte Sisto, collegamento tra Trastevere e Parione.
Risistemazioni e la pavimentazione di nuove strade favorirono l'urbanizzazione a cavallo tra 1400 e 1500. Nello stesso tempo numerosi artisti furono chiamati ad abbellire le facciate degli edifici, pratica che ebbe origine nell'Italia settentrionale e si diffuse in Roma in quel periodo. Nel 1500 l'intensa attività commerciale in Campo de' Fiori si spostò progressivamente in piazza Navona, che era preferita perché più ampia.
Nel 1600 piazza Navona assunse un nuovo volto grazie alla risistemazione del Bernini, altre case furono costruite per colmare lo spazio tra le costruzioni. Fino al periodo di Roma capitale non ci furono grandi stravolgimenti nel rione, in cui le nuove opere barocche si affiancavano ad altre rinascimentali, tranne l'apertura di corso Vittorio Emanuele II, grande strada dall'andamento flessuoso per evitare gli edifici monumentali già presenti. Se un palazzo era troppo sporgente, si demoliva solo la parte più esterna per ricostruire la facciata identica alla precedente.
Tale nome era in passato il medesimo della via corrispondente alla attuale Via del Governo Vecchio, successivamente prese tale nome la via, già nota come di San Tommaso in Parione, che da Santa Maria della Pace sfocia in via del Governo Vecchio.

### Stemma
Ippogrifo rosso in campo bianco.

## Monumenti e luoghi d'interesse

### Architetture civili
- Palazzo Braschi, su piazza di S. Pantaleo.
- Palazzo Massimo alle Colonne, su corso Vittorio Emanuele II.
- Palazzo Massimo istoriato (o di Pirro), su piazza de Massimi.
- Palazzo Nardini, su via del Governo Vecchio.
- Palazzo Orsini Pio Righetti, su piazza del Biscione.
- Palazzo Pamphilj, su piazza Navona.
- Palazzo della Cancelleria, su piazza della Cancelleria.
- Piccola Farnesina ai Baullari (Museo Barracco), su corso Vittorio Emanuele II.
- Teatro di Pompeo (non più esistente), su via di Grotta Pinta.
- Palazzo Sora, all'angolo tra corso Vittorio e via Sora.

### Architetture religiose
- Chiesa di Santa Barbara dei Librai
- Chiesa di Santa Maria in Vallicella (detta "chiesa Nuova")
- Basilica di San Lorenzo in Damaso
- Chiesa di Nostra Signora del Sacro Cuore (già San Giacomo degli Spagnoli)
- Chiesa di Sant'Agnese in Agone
- Chiesa di San Nicola dei Lorenesi
- Chiesa della Natività di Gesù
- Chiesa di San Tommaso in Parione
- Chiesa di San Pantaleo
- Oratorio del Santissimo Sacramento e delle Cinque Piaghe

Sconsacrate
- Chiesa di Santa Maria in Grottapinta

Scomparse
- Chiesa di Santa Cecilia de Turre Campi
- Chiesa di Santo Stefano in Piscinula
- Chiesa di Sant'Elisabetta dei Fornari

### Altro
- Monumento a Giordano Bruno in Campo de' Fiori
- Monumento a Marco Minghetti in Piazza di San Pantaleo (bronzo di Lio Gangeri, 1895)
- Monumento a Pietro Metastasio in Piazza della Chiesa Nuova (bronzo di Emilio Gallori del 1886, qui spostato nel 1910 da Piazza di San Silvestro)
- Pasquino in piazza di Pasquino

## Geografia antropica

### Piazze
- Campo de' Fiori
- Piazza Navona
- Piazza della Chiesa Nuova
- Piazza del Biscione
- Piazza della Cancelleria
- Piazza Pollarola

### Strade
- Corso del Rinascimento
- Via del Governo Vecchio
- Via della Chiesa Nuova
- Via dei Cappellari
- Via dei Leutari
- Via del Pellegrino
- Via di Grottapinta
- Via del Teatro della Pace
- Via dei Chiavari
- Via dei Baullari